# Mark 60 CAPTOR

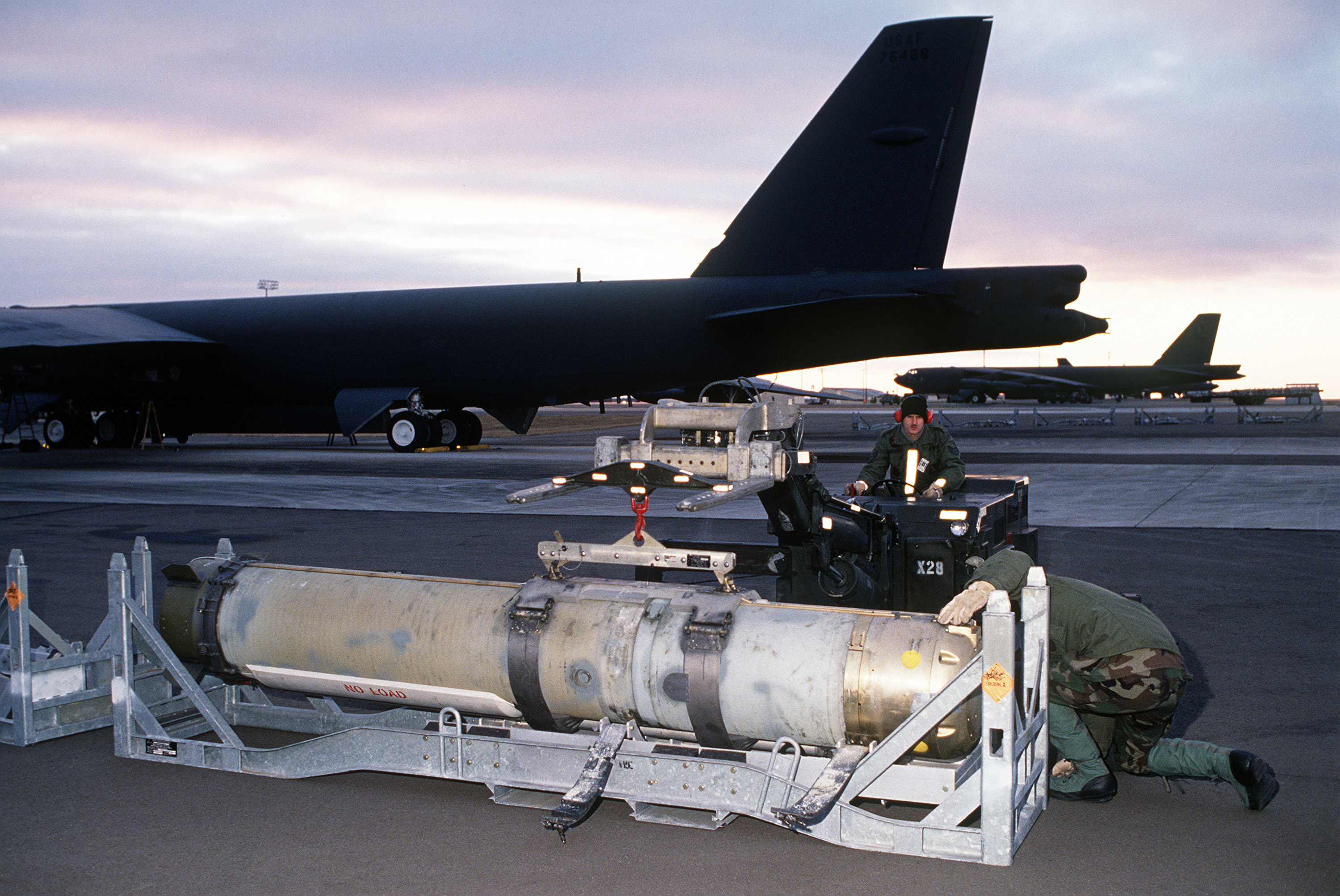
Eine Mark 60 wird für den Einsatz von einem B-52G-Bomber vorbereitet

Die Mark 60 CAPTOR (MK 60 Encapsulated Torpedo) ist eine Seemine, die seit 1979 von der US-Marine zur Bekämpfung von U-Booten eingesetzt wird.
Die von der Mine Division of the Naval Ordnance Laboratory in Panama City, Florida, entwickelte CAPTOR ist die einzige Anti-U-Boot-Tiefwassermine der Welt und wird ausschließlich von der US-Marine eingesetzt. Die Verlegung der Mine kann von Hubschraubern, Flugzeugen, Schiffen und U-Booten geschehen. Die maximale Operationstiefe der Mine beträgt circa 900 Meter, die maximale Reichweite liegt bei circa 7200 Meter.
Die Mine besteht aus dem Startbehälter für einen modifizierten Mark-46-Torpedo mit akustischem Suchkopf, der Batterie, den Akustiksensoren mit der Prozessoreinheit und dem Verankerungskabel.
Die Funktionsweise der Mine ist relativ einfach: Die Sensoren der am Meeresboden verankerten Mine „lauschen“ ins Meer und nehmen Geräusche von Unterwasserfahrzeugen wahr. Die Prozessoreinheit erkennt diese und ordnet sie den zuvor gespeicherten Geräuschprofilen zu. Dabei ist die Mine in der Lage, feindliche von eigenen oder zivilen U-Booten zu unterscheiden und den Torpedo nur zu starten, wenn die vorher bestimmten Parameter zutreffen. Somit können auch ganz bestimmte Feind-U-Boot-Typen bekämpft werden.
Nachdem das Ziel erkannt ist, wird der Torpedo ausgestoßen, er aktiviert sich und folgt seinem programmierten Zielverfolgungskurs, bis er auf das Ziel auftrifft.